# Do You Wanna Dance?
«Do You Wanna Dance?» es una canción escrita por Bobby Freeman en 1958.
En Inglaterra y Europa la versión más famosa fue la grabada por Cliff Richard & The Shadows a fines de 1961. Es popular también la versión de The Beach Boys, la cual fue lanzada posteriormente en 1965. The Mamas & the Papas grabaron su propia versión de esta canción a mediados de los años 1960 en su álbum debut If You Can Believe Your Eyes and Ears al igual que Bette Midler en 1972 y John Lennon en 1975, y posteriormente The Ramones en 1977.

## Versión de Cliff Richard & The Shadows
La canción fue grabada por Cliff Richard en diciembre de 1961 en los estudios EMI-Abbey Road de Londres. Registra una de las últimas participaciones del baterista Tony Meehan y el bajista Jet Harris antes que dejaran la banda The Shadows a principios de 1962. La sesión de grabación estuvo a cargo del ingeniero Malcolm Addey y el director de grabación y A&R de EMI, Norrie Paramor. 
La canción corresponde el lado B del sencillo "I'm Looking Out The Window", que alcanzó el puesto n.º 10 y n.º 2 respectivamente en mayo de 1962. Ambas canciones fueron incluidas en el álbum Cliff's Hits EP album de 1962.

## Versión de The Beach Boys
"Do You Wanna Dance?" fue publicada en sencillo por The Beach Boys en 1965 por su sello discográfico Capitol Records, alcanzó el puesto n.º 12 en el Billboard y la versión de The Beach Boys es destacable por tener en la voz principal a Dennis Wilson. En el lado B del sencillo se encuentra "Please Let Me Wonder". Ambas canciones son del elaborado álbum Today! de 1965.

### Músicos (versión de The Beach Boys)
The Beach Boys
- Mike Love - vocal
- Al Jardine - vocal
- Brian Wilson - piano, vocal
- Carl Wilson - guitarras, vocal
- Dennis Wilson - voz principal
- Marilyn Wilson - vocal

Músicos de sesión
- Hal Blaine - Batería y caja china
- Steve Douglas - saxofón tenor
- Plas Johnson - saxofón tenor
- Larry Knechtel - bajo
- Jay Migliori - Saxofón barítono
- Bill Pitman - guitarra
- Leon Russell - órgano
- Billy Strange - mandolina
- Tommy Tedesco - mandolina
- Julius Wechter - Timbal de concierto, pandereta

## Publicaciones
La canción "Do You Wanna Dance?" apareció como canción de apertura del álbum Today! de 1965, en Spirit of America de 1975, en el exitoso box set de Good Vibrations: Thirty Years of The Beach Boys de 1993, en la serie de The Greatest Hits - Volume 1: 20 Good Vibrations de 1999, en The Very Best of The Beach Boys de 2001, en el exitoso compilado Sounds of Summer: The Very Best of The Beach Boys de 2003, en Platinum Collection: Sounds of Summer Edition de 2005, en el compilado de versiones de otras canciones Covered by The Beach Boys de 2006 y en el box que junta todos los sencillos del grupo U.S. Singles Collection: The Capitol Years, 1962-1965 de 2008.

## Versión de Bette Midler
Bette Midler hizo una versión de la canción titulado de nuevo como "Do You Want to Dance" se encuentra en el álbum debut The Divine Miss M de 1972. Mientras que Bobby Freeman y la versión de The Beach Boys son más cercanas al rock and roll, Midler hizo más lento el ritmo de la canción a una balada. Como la primera publicación en solista de Midler, alcanzó n.º 17 en el Billboard Hot 100.

## Otras versiones
Existen grabadas muchas otras versiones de Do You Wanna Dance?.
- 1961 - Cliff Richard, en el lado B "I'm Lookin' Out the Window"
- 1964 - Del Shannon
- 1965 - Beach Boys , es la primera canción del álbum The Beach Boys Today!
- 1966 - The Mamas and The Papas - en el álbum debut If You Can Believe Your Eyes and Ears.
- 1966 - Johnny Rivers en el álbum Changes
- 1966 - Los Mac's en el álbum Go Go / 22
- 1974 - Hurriganes
- 1975 - John Lennon en el álbum Rock 'n' Roll (álbum de John Lennon).
- 1975 - T. Rex - bonus track del álbum Bolan's Zip Gun.
- 1977 - The Ramones en el álbum Rocket to Russia.
- 1978 - Ray Stevens en el álbum There is Something on Your Mind.
- 1996 - Petty Booka en el álbum Blue Lagoon of Petty Booka
- 1998 - The Queers a tributo de la banda Ramones y tributo al álbum "Rocket To Russia"
- 1998 - Saxofonista Jazz Walter Beasley en el lanzamiento de "For Your Pleasure".
- 1998 - Alvin and the chipmunks
- 1998 - Attaque 77 en el CD con varias versiones Otras Canciones; esa versión está traducida al español.
- Neil Young la canto en vivo en 1983.
- 2006 - Laurent Voulzy en el álbum La Septième Vague
- 2008 - Energy en el álbum Race the Sun.
- 2008 - Andreas Johnson en el álbum Rediscovered.